# Provinz Chiclayo
Die Provinz Chiclayo ist eine von drei Provinzen der Region Lambayeque in Nordwest-Peru. Die Provinz hat eine Fläche von 3288,07 km². Beim Zensus 2017 lebten 799.675 Menschen in der Provinz. Im Jahr 1993 lag die Einwohnerzahl bei 617.881, im Jahr 2007 bei 757.452. Die Provinzverwaltung befindet sich in der Stadt Chiclayo.

## Geographische Lage
Die Provinz Chiclayo liegt im Süden der Region Lambayeque. Sie erstreckt sich über einen etwa 45 km langen Küstenabschnitt des Pazifischen Ozeans in NW-SO-Richtung. Die Provinz reicht etwa 65 km ins Landesinnere. Dort erheben sich die Ausläufer der peruanischen Westkordillere. Der Río Reque, linker Mündungsarm des Río Chancay, sowie der Río Zaña durchqueren die Provinz in westlicher Richtung.
Die Provinz Chiclayo grenzt im Nordwesten an die Provinz Lambayeque, im Norden an die Provinz Ferreñafe, im Osten an die Provinzen Chota, Santa Cruz und San Miguel (alle in der Region Cajamarca) sowie im Süden an die Provinz Chepén (Region La Libertad).

## Verwaltungsgliederung
Die Provinz Chiclayo gliedert sich in 20 Distrikte (Distritos). Der Distrikt Chiclayo ist Sitz der Provinzverwaltung.
| Distrikt            | Verwaltungssitz |
| ------------------- | --------------- |
| Cayaltí             | Cayaltí         |
| Chiclayo            | Chiclayo        |
| Chongoyape          | Chongoyape      |
| Eten                | Eten            |
| José Leonardo Ortiz | San Carlos      |
| La Victoria         | La Victoria     |
| Lagunas             | Mocupe          |
| Monsefú             | Monsefú         |
| Nueva Arica         | Nueva Arica     |
| Oyotún              | Oyotún          |
| Pátapo              | Pátapo          |
| Picsi               | Picsi           |
| Pimentel            | Pimentel        |
| Pomalca             | Pomalca         |
| Pucalá              | Pucalá          |
| Puerto Eten         | Puerto Eten     |
| Reque               | Reque           |
| Saña                | Zaña            |
| Santa Rosa          | Santa Rosa      |
| Tumán               | Tumán           |